# 坦桑尼亚人民国防军
坦桑尼亚人民国防军，是坦桑尼亚联合共和国的国家武装部队。其前身为朱利叶斯·尼雷尔以“坦盟青年团”成员为核心建立的新军，于1964年9月1日正式成立。目前由陆军、海军和空军三个司令部组成。

## 历史
坦桑尼亚的现代军队史可以追溯到一战结束后。根据凡尔赛条约，原德属东非被拆分，其中坦噶尼喀地区在国联的授权下交给英国托管。在英国统治下，坦噶尼喀成立了“皇家非洲步兵队”(Kings African Rifles)。1961年12月9日，坦噶尼喀从英联邦独立，皇家非洲步兵队被更名为“坦噶尼喀步枪队” (Tanganyika Rifles)。此时的军队仍沿用和殖民地时期相同的制度，由白人领导。1964年1月20日，坦噶尼喀步枪队发生起义。起义的一个原因是要求军队非洲化，由非洲军官独立领导国家军队，另一个原因是非洲官兵的工资低于白人官兵。起义在英国的出兵干预下被镇压，军队被解散。与此同时，朱利叶斯·尼雷尔号召成立一支新军。新军以“坦盟青年团” (TANU Youth Leaque)成员为核心，采用和原殖民地军不同的制度，只招收爱国青年。1964年9月1日，约1000名新兵完成训练，坦桑尼亚人民国防军成立，尼雷尔为首任总司令。
人民国防军成立后不久，就派出军官前往各国受训，其中包括加拿大、英国、以色列、印度、中国和巴基斯坦。1971年，坦桑尼亚海軍在中国支援下成立。1973年，48名飞行员从中国毕业，建立了空军。
1978-1979年，坦桑尼亚人民国防军参加了乌坦战争。
如今，坦桑尼亚人民国防军的主要职责是保证国防安全，同时也承担着维和、人道主义援助和救灾等任务。自建军以来，坦桑尼亚军队不参与政治活动，该国从未发生过政变或内战。

## 组织

### 陆军司令部
总部位于滨海区的基巴哈。2021年规模约2.3万人。截至2019年，其陆军司令部下属有：
- 5个步兵旅
- 1个装甲旅
- 3个炮兵营
- 2个防空炮兵营
- 1个迫击炮营
- 2个反坦克营

陆军部队主要驻扎在桑吉巴尔防区、东部防区和西部防区。陆军司令部还拥有炮兵学院、坦克学院、野战工程学院等训练部门。
目前装备主要有：
- VT-2主战坦克[10]
- 59G式主战坦克[11]
- ZSL-92装甲输送车[11]
- 63式两栖坦克[12]
- A100型自行火箭炮[12]

### 海军司令部
成立于1971年，总部位于达累斯萨拉姆的基加博尼半岛。2021年规模约1900人。舰队驻扎在印度洋沿岸的基甘博尼和维多利亚湖南岸的姆万扎。现有十余艘巡逻艇和快艇，最大的舰艇为2015年自中国接受的两艘037型反潜护卫艇。其主要任务是保护坦桑尼亚在印度洋沿岸和大湖地区的水域的安全。

### 空军司令部
总部位于达累斯萨拉姆。2021年规模约3000人。
1964年初，坦桑尼亚派遣军官前往以色列和西德学习航空。1969年，接受了加拿大的4架DHC-3 Otter和数架DHC-4 Caribou运输机。1973年，48名飞行中从中国学成归来，空军正式成立。
拥有达累斯萨拉姆附近的恩格莱空军基地 、姆万扎空军基地。下辖飞行团、直升机中队、防空导弹营等。现有各类战斗机、直升机、运输机约30架。2013年，接收了12架歼-7G和2架歼-7TN战斗机。2018年，接收了2架欧直H225超级美洲狮直升机。

### 国民服务队
国民服务队，简称JKT，接受国防部和国防军总部双重领导。其成立受到“坦盟青年团”理念的启发。主要职责是为年轻人提供基本的军事技能培训，以成为后备军，同时也会教授一些农业、渔业、工业等方面生产的技能。 1994年曾取消该部门，2013年恢复培训。

## 海外行动

### 联合国维和
截至2022年3月，坦桑尼亚军队参加了以下维和行动.参与人数共计1485人：
- 联合国刚果民主共和国稳定团（MONUSCO）
- 联合国中非共和国多层面综合稳定团（MINUSCA）
- 联合国驻黎巴嫩临时部队(UNIFIL)
- 南苏丹共和国特派团(UNMISS)
- 联合国阿卜耶伊临时安全部队(UNISFA)
- 非洲联盟-联合国达尔富尔混合行动（UNAMID）

### 非盟行动
- 科摩罗民主行动

### 南共体行动
- 莫桑比克特派团（SAMIM）[27]